# Brødrene Wright
Brødrene Orville Wright (født 19. august 1871, død 30. januar 1948) og Wilbur Wright (født 16. april 1867, død 30. maj 1912) var amerikanske flyvepionerer.
Sammen foretog de den 14. december 1903 historiens første motordrevne flyvning i en flyvemaskine tungere end luften. Flyvningen varede dog blot 4 sekunder.
Officielt gentog de kunststykket 17. december 1903, og denne gang med en varighed på 59 sekunder. De fløj næsten en halv kilometer.

## Andre påstande om den første flyvning
Der var tidligere en række øjenvidneforklaringer om, at tysk-amerikaneren Gustave Whitehead bosiddende i USA havde fløjet et motordrevent fly i 1901, før Wright-brødrenes flyvning i 1903. Øjenvidneskildringerne har dog været vanskelige at verificere. Der verserer i dag på internettet flere fora, hvori der agiteres for, at Whitehead var den første flyver.